# Jean de Cambefort
Jean de Cambefort (ur. około 1605, zm. 4 maja 1661 w Paryżu) – francuski kompozytor i śpiewak.

## Życiorys
Początkowo był członkiem prywatnej kapeli kardynała Richelieu, po jego śmierci w 1642 roku przeszedł na służbę do kardynała Mazarina. W 1643 roku objął stanowisko maître des enfants de la chambre du roi, a w 1650 roku compositeur de la musique de la chambre. Później pełnił również funkcję surintendant de la musique du roi.
Tworzył muzykę do baletów dworskich i airs de cour, później także muzykę religijną. Przez współczesnych ceniony był zarówno jako kompozytor, jak i nadworny śpiewak. Pod koniec życia jego sława została przyćmiona przez Jeana-Baptiste’a Lully’ego.